# 17776 Troska
17776 Troska è un asteroide della fascia principale. Scoperto nel 1998, presenta un'orbita caratterizzata da un semiasse maggiore pari a 2,4824748 UA e da un'eccentricità di 0,0836931, inclinata di 7,46300° rispetto all'eclittica.